# FK Mostovik-Primorje Ussurijsk
Futbolnyj klub Mostovik-Primorje Ussurijsk (rusky: Футбольный клуб «Мостовик-Приморье» Уссурийск) byl ruský fotbalový klub sídlící ve městě Ussurijsk. Klub byl založen v roce 1992 jako Mostovik Ussurijsk, zanikl v roce 2012 kvůli finančním problémům.

## Historické názvy
- 1992 – Mostovik Ussurijsk
- 2008 – Mostovik-Lokomotiv Ussurijsk
- 2009 – Mostovik-Primorje Ussurijsk

## Umístění v jednotlivých sezonách
| Sezóny  | Liga                         | Úroveň | Z  | V  | R | P  | VG | OG | +/- | B  | Pozice |
| ------- | ---------------------------- | ------ | -- | -- | - | -- | -- | -- | --- | -- | ------ |
| 2010    | Vtoroj divizion – sk. Vostok | 3      | 30 | 6  | 8 | 16 | 29 | 54 | -25 | 26 | 9.     |
| 2011/12 | PFL – sk. Vostok             | 3      | 36 | 19 | 6 | 11 | 54 | 31 | +23 | 63 | 2.     |